# Scorpiodoras
Scorpiodoras es un género de peces actinopeterigios de agua dulce, distribuidos por ríos y lagos de América del Sur.

## Especies
Existen solamente dos especies reconocidas en este género:
- Scorpiodoras heckelii (Kner, 1855)
- Scorpiodoras liophysus Sousa y Birindelli, 2011